# Б-1909
«Б-1909» (дат. Boldklubben 1909) — датский футбольный клуб из города Оденсе, выступающий в Албанисериен, одной из региональных лиг Дании.

## История
Клуб основан в 1909 году. Двукратный чемпион Дании — 1959, 1964. Четырёхкратный бронзовый призёр — 1927, 1942, 1944, 1952. Двукратный обладатель Кубка Дании — 1962, 1971. Лучшего результата в еврокубках клуб добился в сезоне 1962/1963 в Кубке обладателей кубков, где дошёл до 1/4 финала и был разгромлен немецким «Нюрнбергом» по сумме двух матчей (0-1 и 0-5). Домашние матчи команда проводит на стадионе «Джиллестед Парк», вмещающем 6 000 зрителей.

## Достижения
- Чемпион Дании (2): 1959, 1964
- Бронзовый призёр чемпионата Дании (4): 1926/27, 1941/42, 1943/44, 1951/52
- Обладатель Кубка Дании (2): 1962, 1971
- Финалист Кубка Дании (1): 1977

## Выступления клуба в еврокубках
- К = квалификационный раунд
- 1Р = первый раунд
- 2Р = второй раунд
- 1/8 = 1/8 финала
- 1/4 = четвертьфинал

| Сезон   | Турнир          | Раунд | Страна                   | Клуб             | Счёт     |
| ------- | --------------- | ----- | ------------------------ | ---------------- | -------- |
| 1959/60 | Кубок чемпионов | 1/8   | Флаг Австрии             | Винер Шпорт-Клуб | 2:2, 0:3 |
| 1962/63 | Кубок кубков    | К     | Флаг Люксембурга         | Алльянси         | 1:1, 8:1 |
|         |                 | 1/8   | Флаг Австрии             | ГАК              | 1:1, 5:3 |
|         |                 | 1/4   | Флаг Германии            | Нюрнберг         | 0:1, 0:6 |
| 1964/65 | Кубок чемпионов | К     | Флаг Испании (1945—1977) | Реал Мадрид      | 2:5, 0:4 |
| 1965/66 | Кубок чемпионов | К     | Флаг Румынии (1965—1989) | Динамо           | 0:4, 2:3 |
| 1966/67 | Кубок ярмарок   | 2Р    | Флаг Италии              | Наполи           | 1:4, 1:2 |
| 1968/69 | Кубок ярмарок   | 1Р    | Флаг Германии            | Ганновер 96      | 2:3, 0:1 |
| 1971/72 | Кубок кубков    | К     | Флаг Австрии             | Аустрия          | 4:2, 0:2 |